# ایست فلت راک (کارولینای شمالی)
ایست فلت راک (به انگلیسی: East Flat Rock) شهری در ایالت کارولینای شمالی کشور ایالات متحده آمریکا است که جمعیت آن در سرشماری سال ۲۰۱۰ میلادی، ۴٬۹۹۵ نفر بوده‌است.